# Cymbopogon ambiguus
Cymbopogon ambiguus es una planta herbácea perenne australiana, miembro de la familia Poaceae.

## Descripción
Tiene hojas grises-azuladas.

## Cultivo
C. ambiguus necesita un lugar soleado. Puede tolerar la sequedad extrema una vez establecido. Se reproduce por división de matas o por semillas. Se puede cultivar en cualquier suelo y necesita muy poca agua. Crece hasta una altura de 1,8 m. No cortar regualarmeente para un crecimiento exuberante.

## Taxonomía
Cymbopogon ambiguus  fue descrita por (Hack.)  A.Camus  y publicado en Revue de Botanique Appliquée & d'Agriculture Coloniale 1: 290. 1921.
Etimología
Cymbopogon: nombre genérico que deriva del griego kumbe = (barco) y pogon = (barba), refiriéndose a las muchas aristas y espatas parecidas a un barco.
ambiguus: epíteto latino que significa "ambiguo, dudoso".
Sinonimia
- Andropogon ambiguus Steud.
- Andropogon exaltatus var. ambiguus Hack.
- Andropogon spectabilis F.Muell. ex Hack.
- Cymbopogon exaltatus var. ambiguus (Hack.) Domin[1][4][5]